# Schneeballblattkäfer

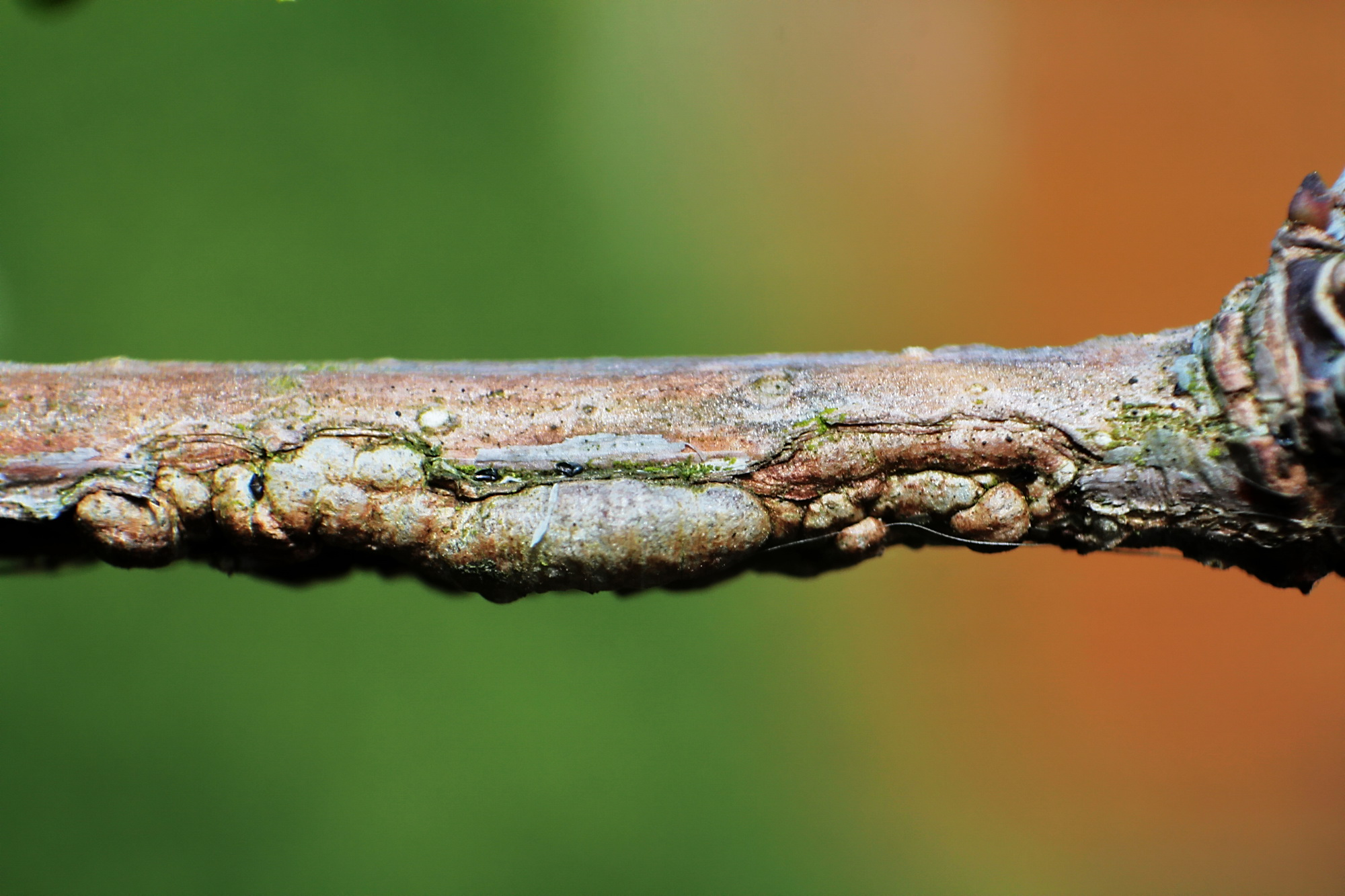
Eier des Schneeballblattkäfers am einjährigen Trieb

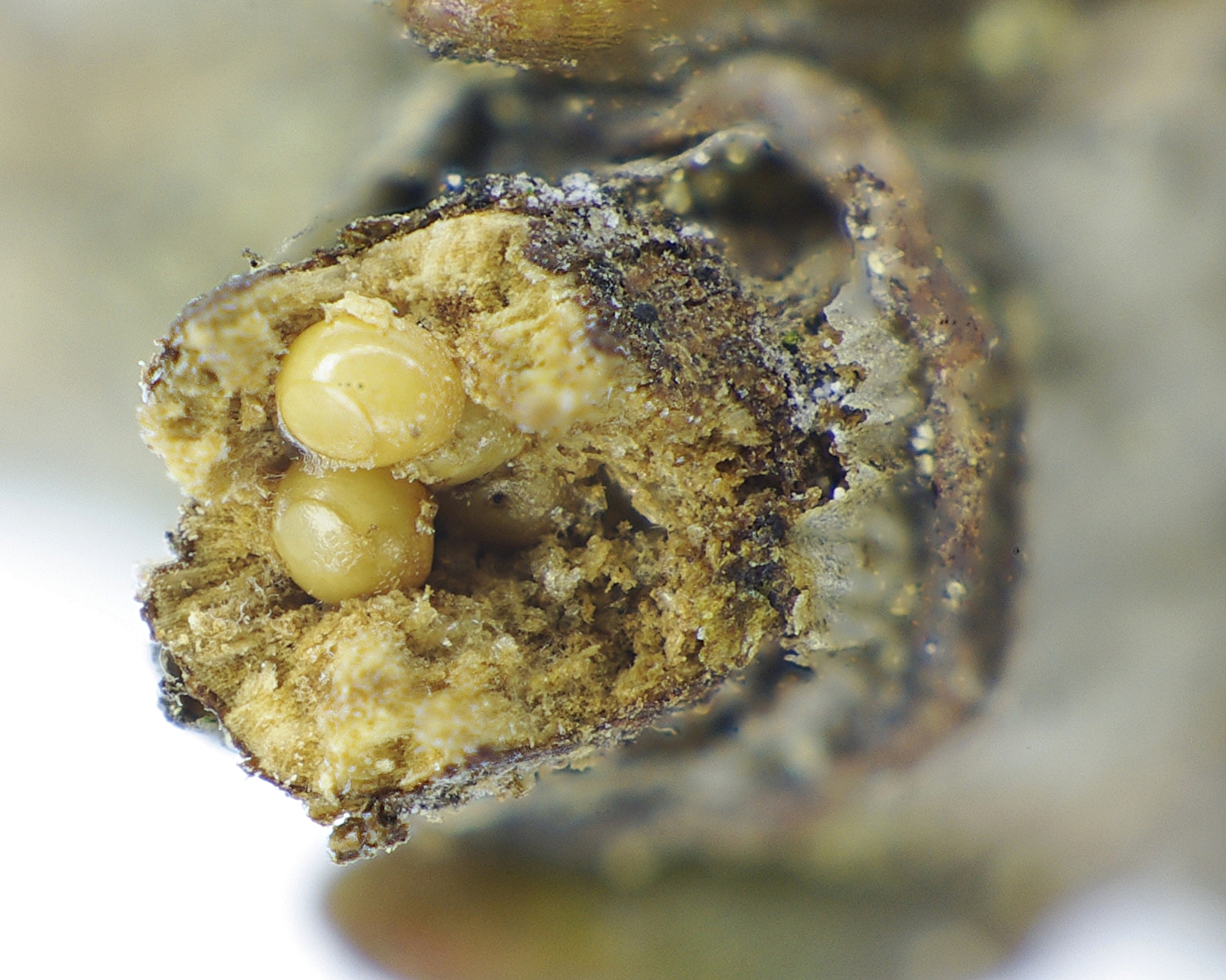
Geöffnete Eikammer

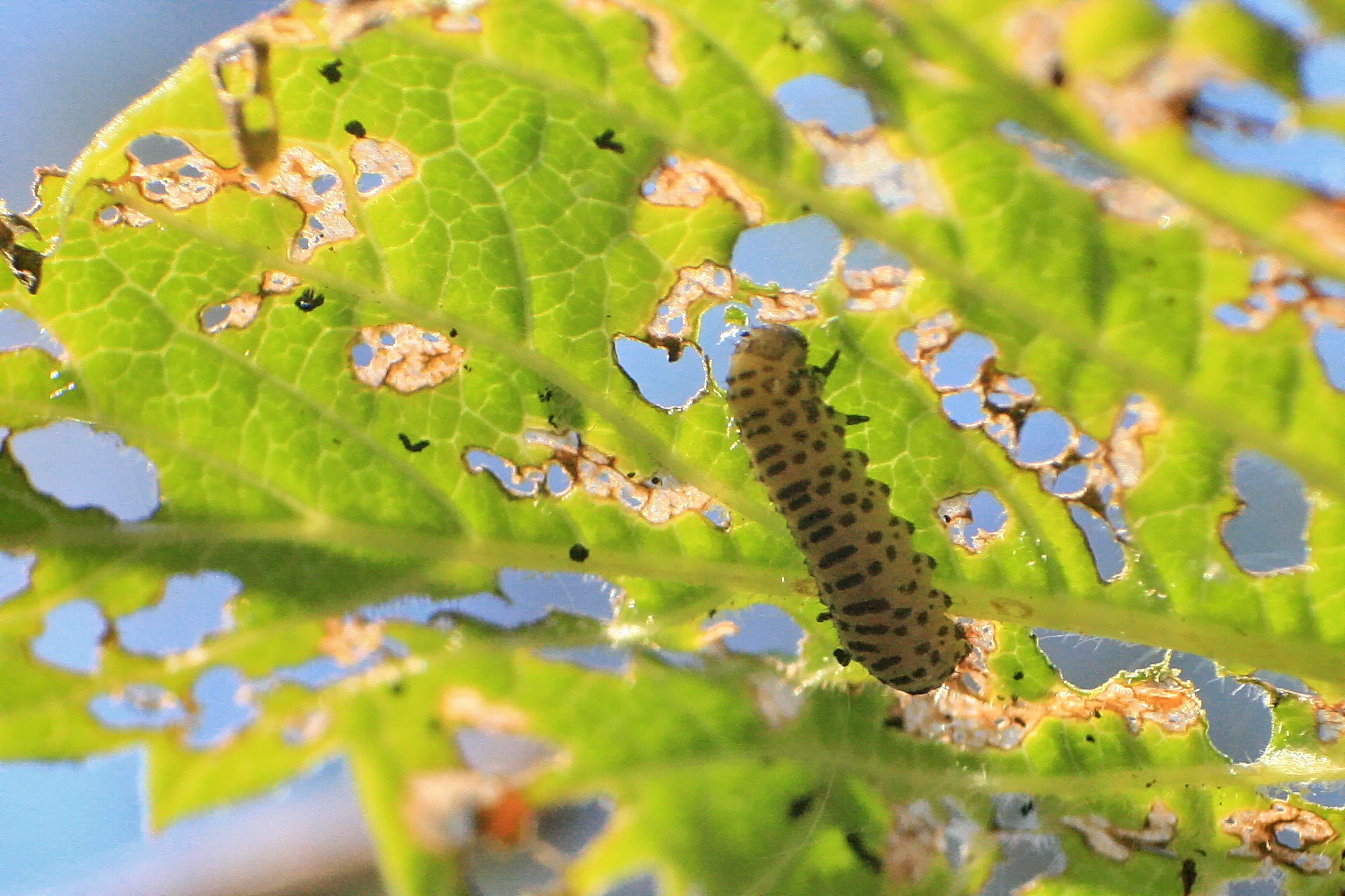
Larve des Schneeballblattkäfers an befressenem Blatt

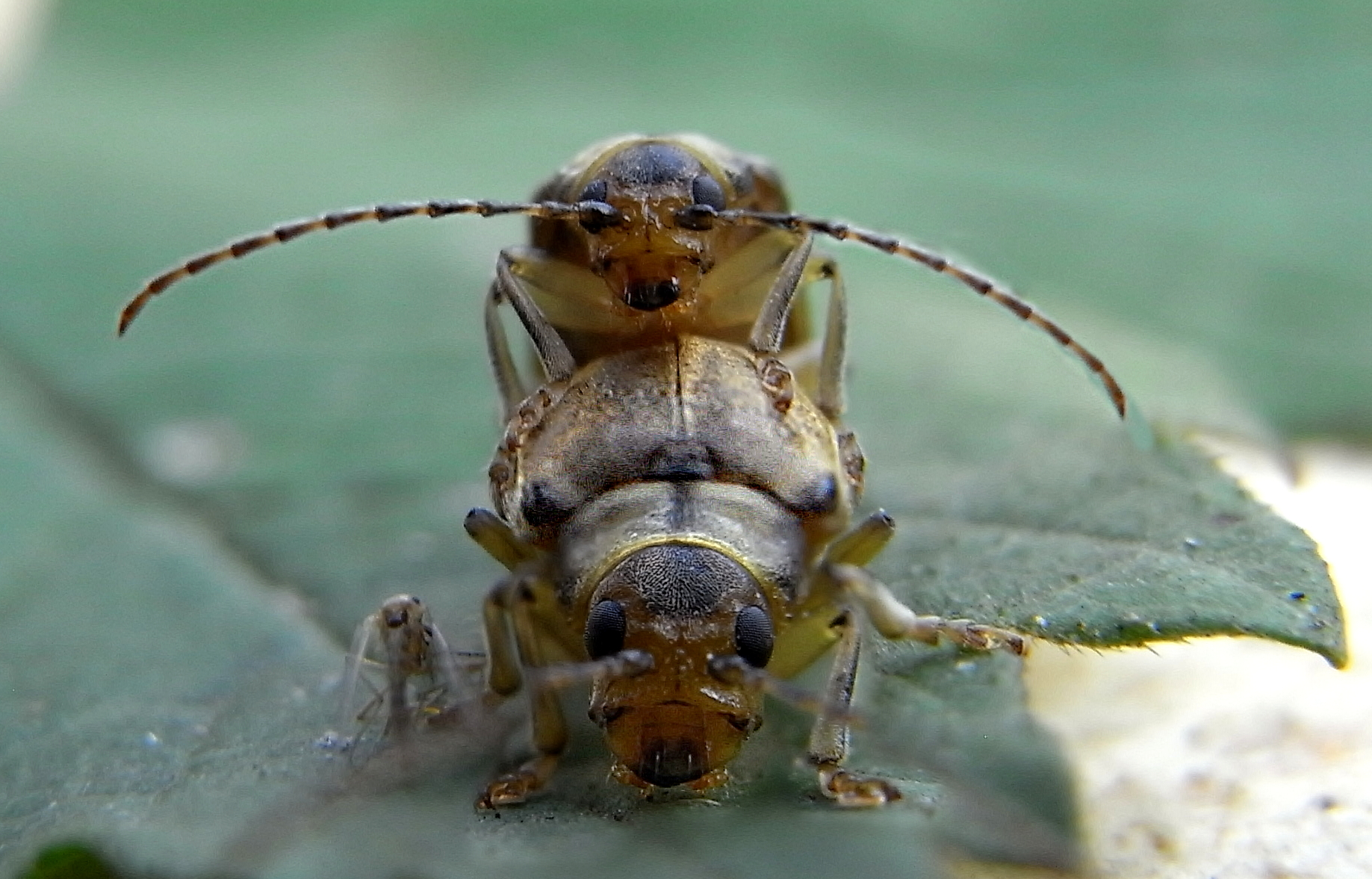
Pärchen von vorn

Der Schneeballblattkäfer (Pyrrhalta viburni) ist ein Käfer aus der Familie der Blattkäfer (Chrysomelidae).

## Merkmale
Der Schneeballblattkäfer erreicht eine Länge von vier bis sechs Millimetern und ist braun gefärbt. Der Körper ist langgestreckt und im hinteren Drittel am breitesten. Dunkle Flecke befinden sich auf der Mitte des Halsschildes und dessen Rändern sowie auf der Schulterbeule und dem Scheitel. Die Körperunterseite ist gelblichbraun, die Oberseite ist mit feinen, hellen, anliegenden Härchen versehen. Der Kopf erreicht nahezu die Breite des sich anschließenden Halsschildes. Der Halsschild ist nur gering punktiert, die Flügeldecken dagegen dicht.
Die Larven erreichen eine Länge von etwa zehn Millimetern. Sie sind gelb-grün gefärbt und tragen zahlreiche Warzen.
Die Eier haben einen Durchmesser von etwa einem Millimeter und sind hellbraun.

### Ähnliche Arten
Dem Schneeballblattkäfer ähnlich sind Arten der Gattung Galerucella. Bei den in Europa vorkommenden Vertretern dieser Gattung sind die Körperunterseiten dunkel gefärbt.

## Vorkommen
Der Schneeballblattkäfer ist in der westlichen Paläarktis beheimatet. Sein Verbreitungsgebiet reicht im Norden bis in den Süden Norwegens, in das mittlere Schweden und den Norden Finnlands. Auf den Britischen Inseln ist der Schneeballblattkäfer nur lokal anzutreffen. Im Mittelmeerraum ist die Art nicht vertreten. Es wird vermutet, dass er 1947 in Nordamerika über importierte Baumschulware eingeschleppt wurde.

## Lebensweise
Die Art lebt ausschließlich an Schneeballarten (Viburnum); hauptsächlich an Gewöhnlichem Schneeball (Viburnum opulus), wo das Weibchen ab August jeweils fünf Eier in kleine Vertiefungen legt, die es vorher in junge Schneeballzweige genagt hat. Diese Vertiefungen haben eine Tiefe von etwa einem Millimeter und einen Durchmesser von etwa drei Millimetern. Das Gelege wird nach der Eiablage mit einem Sekret und einem Gemisch aus Genagsel und Exkrementen verschlossen. Insgesamt legt das Weibchen etwa 250 bis 500 Eier. Sie überwintern und die Larven schlüpfen von April bis Mai. Die Larven entwickeln sich etwa vier bis fünf Wochen und fressen unregelmäßige Löcher zwischen den Blattadern in die Blätter. Die Verpuppung erfolgt in einer Puppenwiege zwei bis fünf Zentimeter unter der Erde. Die Käfer können von Juni bis September angetroffen werden, es wird nur eine Generation gebildet. Werden die Käfer gestört, dann lassen sie sich entweder sofort zu Boden fallen, oder fliegen davon.
Gelegentlich kommt es zu Massenvermehrungen, wobei dann die Blätter der Nahrungspflanzen völlig skelettiert werden. Die befallenen Sträucher bilden nach kurzer Zeit einen zweiten Blattaustrieb, sind aber in ihrer Entwicklung beeinträchtigt.